# Laurentius Wocher

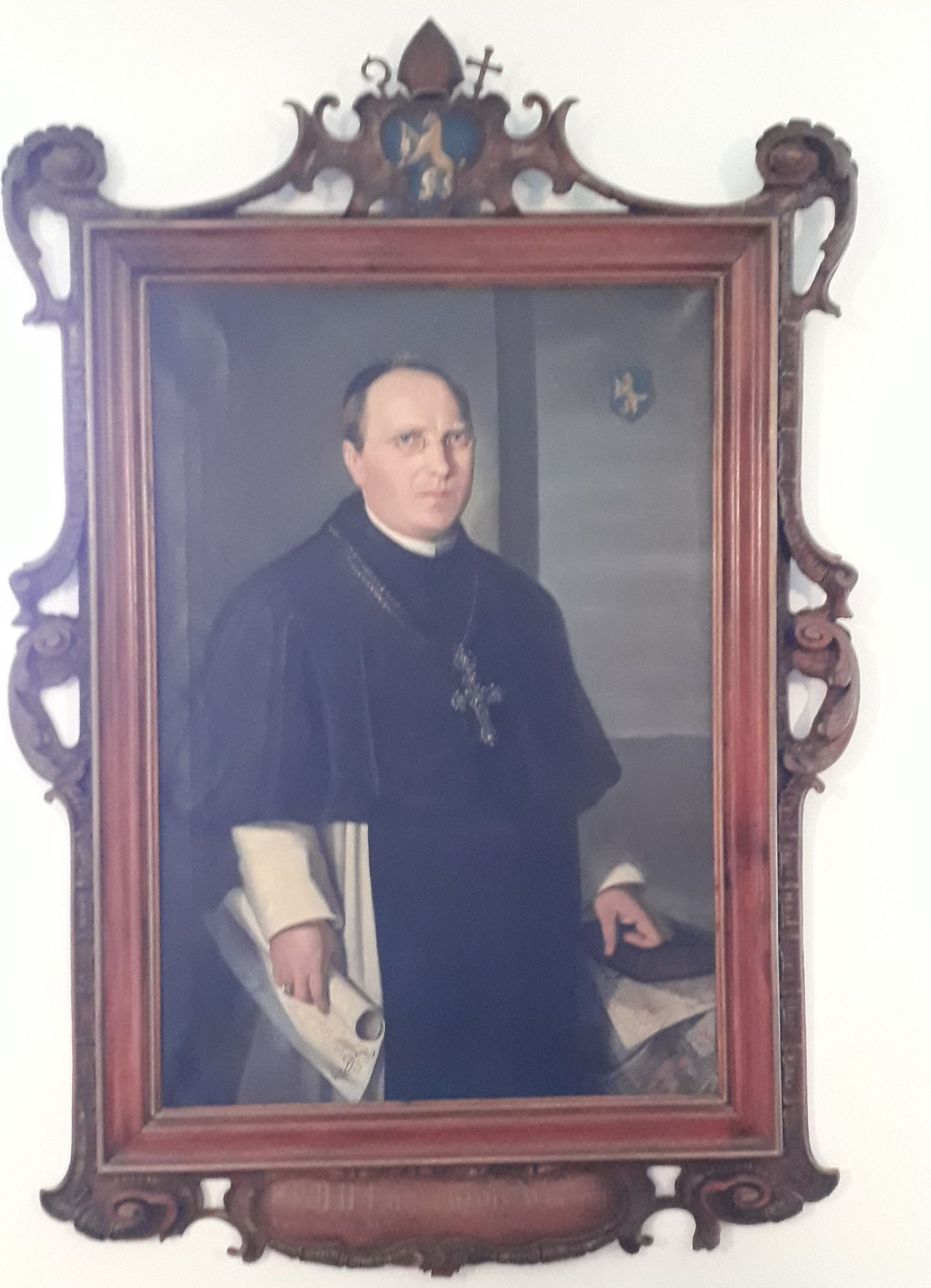
Abt Laurentius Wocher

Laurentius Wocher SOCist (* 15. April 1856 in Bregenz als Anton Wocher; † 24. April 1895 ebenda) war Zisterzienser und Abt der Gefreiten Abtei Wettingen-Mehrerau.

## Leben
Anton Wocher trat im Herbst 1875 in die Zisterzienser-Abtei Wettingen-Mehrerau bei Bregenz ein, legte 1876 vor Abt Martin Reimann seine Profess ab und wurde 1879 zum Priester geweiht. Er unterrichtete danach am klostereigenen Collegium Bernardi, wurde 1881 Archivar und 1882 Bibliothekar der Abtei. Als solcher schaffte er mehrere tausend Bücher an. Seit 1890 Cellerar, überwachte er den Bau zweier neuer Klosterflügel. 1893 zum Abt gewählt, veranlasste er die Überarbeitung der Statuten der Schweizerisch-deutschen Kongregation (später Mehrerauer Kongregation genannt) und unternahm mehrere Visitationsreisen zu den zugehörigen Klöstern. Die Wiederbesiedlung der Abtei Sittich bereitete er vor. Abt Laurentius starb 1895 an einem Schlaganfall, erst 39 Jahre alt. Sein Grab befindet sich in der Krypta der Abteikirche Wettingen-Mehrerau.